# Lycoriella farri
Lycoriella farri är en tvåvingeart som först beskrevs av Shaw 1953.  Lycoriella farri ingår i släktet Lycoriella och familjen sorgmyggor.
Artens utbredningsområde är Connecticut. Inga underarter finns listade i Catalogue of Life.